# モーティマー・シンガー
アダム・モーティマー・シンガー（Sir Adam Mortimer Singer, KBE, JP 1863年7月25日 - 1929年6月24日）はアメリカ合衆国生まれのイギリスの慈善家、初期のパイロットである。アメリカ合衆国の発明家、起業家でシンガー社(Singer Sewing Machine Company) を作ったアイザック・メリット・シンガーの息子である。

## 略歴
何度か結婚・離婚をしたアイザック・メリット・シンガーとフランス生まれのモデル、イザベラ・ユージェニー・ボワイエの息子として、ニューヨークに生まれた（両親の結婚は1863年6月13日であり出生の1ヶ月ほど前である）。父親には何度かの結婚などで18人の子供がある。イザベラとの間にも4人の男子と2人の女子を儲けた。妹のウィナレッタ・シンガーはフランスの貴族と結婚し、フランスの音楽界で多くの音楽家を援助したことで知られ、弟の、ワシントン・シンガーはエクセター大学の前身の大学を後援したことで知られる人物となる。
両親はアダム・モーティマーの出生後すぐパリに移り、1870年に普仏戦争から逃れるためにロンドンに移住し、最後にはデヴォン州の邸宅に住んだ。1875年に父親が死ぬと、多くの遺産を相続した。1881年にケンブリッジ大学のダウニング・カレッジに入学するが学位を取らずに退学した。1900年にイギリス国籍を得た。
はじめは競走馬の育成に興味をもち、1881年から繁殖育成とレース参加をはじめた。発展し始めた自転車競走、自動車運転、飛行機の操縦に熱心に取り組んだ。1910年1月にすでに46歳になっていたが、フランス飛行クラブの26人目の飛行免許取得者となり、イギリス飛行クラブの8番目の飛行免許取得者となった。その後、航空の分野でいくつかの賞を提供し、その中には、イギリスで最初に作られた水陸両用機に贈られるシンガー賞などがあり、1913年にソッピース バット・ボートが獲得した。
晩年は伝統的なジェントリのスタイルで、ミルトン・ヒルの屋敷などで暮らし、第一次世界大戦が始まると、2日後に改修したばかりのミルトン・ヒルの屋敷を陸軍の兵士、下士官のための病院として提供し、220床まで、ベッドを増やし、最大の民間運営の戦時病院となった。この病院は4500人以上を治療し、スペインかぜ(インフルエンザ)が流行するまでは、1人の病死者しか出さなかった。病院の費用はアダム・モーティマーと弟のワシントンが負担し、モーティマーは病院の管理者として働き、妻も熱心に看護に尽くした。
戦後、治安判事となり、大英帝国勲章（KC）を受勲した。1921年に名誉職のバークシャー長官(High Sheriff of Berkshire)に任じられた
。